# Хиткий штат

Карта штатів, що коливаються, на президентських виборах 2024 року за результатами 2020 року. Синій колір представляє кандидата від Демократичної партії Джо Байдена, а червоний — кандидата від Республіканської партії Дональда Трампа. «Стани коливання» з меншим нахилом забарвлені в світліші відтінки, тоді як «безпечні стани» з більшим нахилом забарвлені в темніші відтінки.

Хиткий штат (англ. swing state, battleground state) — штат США, де кандидати у президенти від Демократичної та Республіканської  партій мають приблизно рівні шанси бути обраними. Саме на такі штати зазвичай націлено виборчі кампанії. Тим часом ті штати, де завжди перемагає кандидат від однієї партії, називають «safe states» (англ. безпечні, надійні штати), оскільки саме вони гарантуватимуть підтримку в здобутті більшої частки електорату.
Через те, що кандидат здобуває перемогу в Колегії виборщиків більшістю голосів, кандидати часто проводять кампанії тільки в конкурентних штатах, тому саме на електорат хитких штатів звертають свою увагу політична агітація та партійна преса.
Сайт виборчої аналітики FiveThirtyEight визначає такі хиткі штати:
- Невада
- Аризона
- Міннесота
- Вісконсин
- Мічиган
- Пенсільванія
- Джорджія
- Північна Кароліна
- Нью-Гемпшир
- Мен

У цих штатах протягом кількох років спостерігалися запеклі змагання між кандидатами від двох великих партій

## Походження терміна
Під час виборів Президента США кожен штат сам вирішує, яким чином обирати виборників до Колегії виборщиків США. Щоб збільшити кількість своїх голосів у Колегії, усі штати, крім Мену і Небраски, прийняли мажоритарну систему. Згідно з нею, кандидат, який набирає найбільше голосів у штаті, виграє усі голоси виборщиків звідти. Очікувалося, що кандидати відстоюватимуть інтереси штатів з найбільшою кількістю голосів виборщиків. Однак на практиці більшість виборців не схильні змінювати свою прихильність до партій залежно від виборів. Це змусило кандидатів у президенти зосередити обмежений час та ресурси на агітацію в тих штатах, які, на їхню думку, «хитнуться» в їх бік або прийнамні «не відхиляться» від них, а не витрачати їх у штатах, де вони вже впевнені в перемозі чи програші. Через виборчу систему виборчі кампанії менш стурбовані тим, щоб підвищити народну підтримку кандидата. Натомість вони намагаються зосередитись на ній лише в тих штатах, які забезпечать голоси виборщиків, необхідні для перемоги на виборах. І це далеко не дивина, коли кандидат забезпечений достатньою кількістю голосів виборщиків, не виграючи при цьому на загальнонаціональному рівні.
Як видно з результатів останніх виборів, кандидат від Республіканської партії має найбільші шанси виграти в більшості штатів Гірського Заходу та Великих рівнин (Айдахо, Вайомінг, Північна і Південна Дакоти, Монтана, Юта, Канзас, Оклахома, Небраска), Півдня США (Алабама, Міссісіпі, Луїзіана, Арканзас, Теннессі та Південна Кароліна), а також на Алясці. Натомість демократ найімовірніше перемагає в середньоатлантичних штатах (Нью-Йорк, Нью-Джерсі, Меріленд, Делавер), Новій Англії (особливо у Вермонті, Массачусетсі, Род-Айленді й Коннектикуті), штатах Західного узбережжя (Каліфорнія, Орегон, Вашингтон), а також на Гаваях. 
Утім, штати, де на президентських виборах підтримують кандидата з однієї партії, іноді обирають губернатора з іншої. Наприклад, у наш час губернатори Массачусетса, Меріленда й Вермонта — республіканці, при цьому в Луїзіані, Кентуккі та Монтані губернатори є членами Демократичної партії. Навіть під час виборів Президента США виборці можуть обрати його з однієї партії, а губернатора — з іншої. Так сталося 2016 року у Вермонті та Нью-Гемпширі, де перемогла Гілларі Клінтон з Демократичної партії, але було обрано губернаторів-республіканців; при цьому Монтана та Західна Вірджинія забезпечили перемогу Дональдові Трампу, обравши губернаторів-демократів.

## Визначення хитких штатів
Ректор Технологічного інституту Нью-Джерсі, професор Джоел Блум відзначає такі важливі критерії при визначенні хитких штатів:
- результати опитувань;
- результати попередніх виборів;
- увагу засобів масової інформації;
- місця агітації за кандидатів;
- кошти, витрачені на агітацію.

## Критика
Специфіка виборів заохочує політичних агітаторів зосередитися на хитких штатах, ігноруючи при цьому решту країни. Штати, у яких виборчі опитування не виявляють певного фаворита, зазвичай перенасичені агітаційними візитами, рекламою на телебаченні та дебатами. Таким чином, партійні функціонери зосереджують на них найбільше своїх зусиль,  у той час як «четверо з п'ятьох» виборців (за оцінкою видавчині Катріни ван ден Гувел) на національних виборах «повністю ігноруються».
Більшість штатів використовують мажоритарну виборчу систему, за якої кандидат, що має найбільшу кількість голосів у штаті, отримує всі голоси виборців у ньому. Тож зрозуміло, що це стимулюватиме частіше зосередитися лише на кількох штатах з неясною ситуацією. На противагу цьому, багато штатів із великим населенням, як от Каліфорнія, Техас та Нью-Йорк, на останніх виборах вважалися «безпечними» для певної партії, а тому не є пріоритетним для фінансування та проведення агітаційних кампаній. Тим часом, 12 з 13 найменших штатів вважаються безпечними для будь-якої великої партії. Винятком є лише «хиткий» Нью-Гемпшир, за словами Джорджа Едвардса. Крім того, виборчі кампанії припинили нарощувати зусилля в масштабах усієї держави за кілька місяців до кінця виборів 2008 року, а натомість зосередилися на кількох штатах із непередбачуваним результатом виборів.